# خوان بابلو أبيندانيو
خوان بابلو أبيندانيو (بالإسبانية: Juan Pablo Avendaño)‏ هو لاعب كرة قدم أرجنتيني في مركز الدفاع، ولد في 10 مايو 1982 في قرطبة في الأرجنتين. لعب مع أرجنتينوس جونيورز وأرسنال ساراندي وتاليريس كوردوبا وخميناسيا خوخوي وكايسري سبور وكيلمس ولوس أنديس ونادي زانثي ونادي سان لويس ويونيون دي سانتا في.

## وصلات خارجية
- خوان بابلو أبيندانيو على موقع اتحاد تركيا (لاعب) (الإنجليزية)
- خوان بابلو أبيندانيو على موقع قاعدة بيانات كرة القدم.إي يو (الإنجليزية)
- خوان بابلو أبيندانيو على موقع قاعدة بيانات كرة القدم.إي يو (الإنجليزية)
- خوان بابلو أبيندانيو على موقع Soccerway.com (الإنجليزية)
- خوان بابلو أبيندانيو على موقع عالم كرة القدم.نت (الإنجليزية)